# Dublin (California)
Dublin è una città suburbana ad est della baia di San Francisco nella Contea di Alameda in California USA. Si trova lungo il lato nord della Interstate 580 presso l'intersezione con la Interstate 680, a circa 10 miglia ad est di Hayward, e a 25 miglia a nord di San Jose. La più grande area metropolitana più vicina è quella di Oakland, a circa 25 miglia a ovest-nord-ovest dalla Interstate 580. La popolazione era di 46.063 persone secondo il censimento del 2010 e di 72.589 in quello del 2020. Dublin ospita la sede principale della Sybase, Inc e della Arlen Ness.

## Geografia fisica
Secondo l'United States Census Bureau, la città copre un'area totale di 32,6 km².

## Storia
Dublin Boulevard, una strada con orientamento est-ovest poco più a nord dell'Interstate 580, faceva parte della Lincoln Highway e successivamente dell'Highway 50. La strada curvava verso sud vicino all'odierna Hansen Drive per seguire l'attuale Dublin Canyon Road verso Hayward.
Diversi siti storici si sono preservati e sono posizionati dove la Dublin Boulevard è attraversata da Donlan Way, che è a sua volta il segmento più a nord della strada principale per Sunol e Niles Canyon (oggi Foothill Road): 
- The Murray Schoolhouse (costituita nel 1856 con 50 alunni)
- Green's Store (aperto nel 1860), sede del Dublin Church of Christ.
- The old cemetery, ufficialmente costituito nel 1859, sebbene la gente è stata sepolta nel cimitero molti anni prima.
- Chiesa di Saint Raymond (costituita nel 1860)

Nel 1960 vennero costruite le prime case a Dublin, trasformando di fatto la comunità rurale in un sobborgo. Da quel momento in avanti si verificò una crescita costante sia dal punto di vista residenziale che da quello economico.

## Parata del Giorno di San Patrizio (Saint Patrick's Day Parade)
Dublin è conosciuta per la sua parata nel giorno di San Patrizio. Ogni anno, nel periodo del Giorno di San Patrizio, molti turisti provenienti da tutta la Contea di Alameda e dalla Tri-Valley si presentano per partecipare ai festeggiamenti. La parata è seguita da una fiera che dura tutto il fine settimana, dove si possono acquistare diversi gingilli e altri oggetti che si possono acquistare nelle fiere.
Nel 2007 la fiera è stata spostata in Dublin Blvd per interessare anche la crescente popolazione ad est di Dublin ed incrementando così le dimensioni della fiera.